# تولك رود
تولك رود (بالفارسية: تولک رود) هي قرية تقع في البلدة المركزية في إيران. يقدر عدد سكانها بـ 115 نسمة بحسب إحصاء 2016.